# Tyrolia (Personifikation)

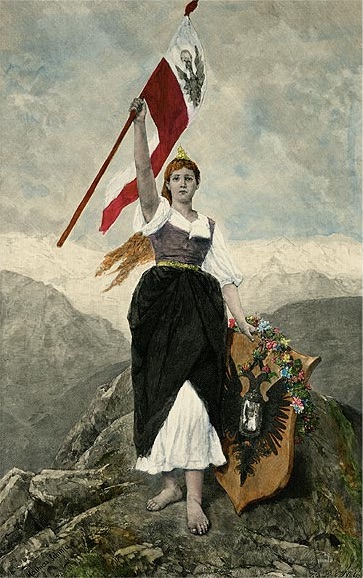
Tyrolia. Kolorierter Holzschnitt von Mathias Schmid, 1890

Tyrolia ist die Personifikation des Landes Tirol, die insbesondere in der bildenden Kunst des 19. Jahrhunderts dargestellt wurde.
Erste Darstellungen der Tyrolia finden sich bereits in der Barockzeit, weiter verbreitet sind sie jedoch erst im 19. Jahrhundert, insbesondere im Zusammenhang mit der Verklärung des Tiroler Freiheitskampfes von 1809. So zeigt eine um 1830 entstandene Gipsplastik des Imster Bildhauers Josef Alois Dialer die geflügelte Tyrolia mit dem Tiroler Wappen zu Füßen und mit Stutzen und Streitkolben als Symbolen des Freiheitskampfes. 
Ein Entwurf Johann Nepomuk Schallers für das Grabmal Andreas Hofers stellte diesen auf dem Sarkophag ruhend dar, überragt von der Tyrolia und dem hl. Michael. 
Ein Tafelaufsatz von Isidor Carl Klinkosch zeigt die Tyrolia mit Mauerkrone, wie sie Andreas Hofer mit einem Lorbeerkranz bekrönt.
Das um 1800 von Jakob Philipp Santer im Auftrag der Landstände geschaffene Marmordenkmal für Joseph von Sperges in der Landschaftlichen Pfarrkirche Mariahilf zeigt die an einer Urne trauernde Tyrolia als Zeichen der Trauer des Landes Tirol.

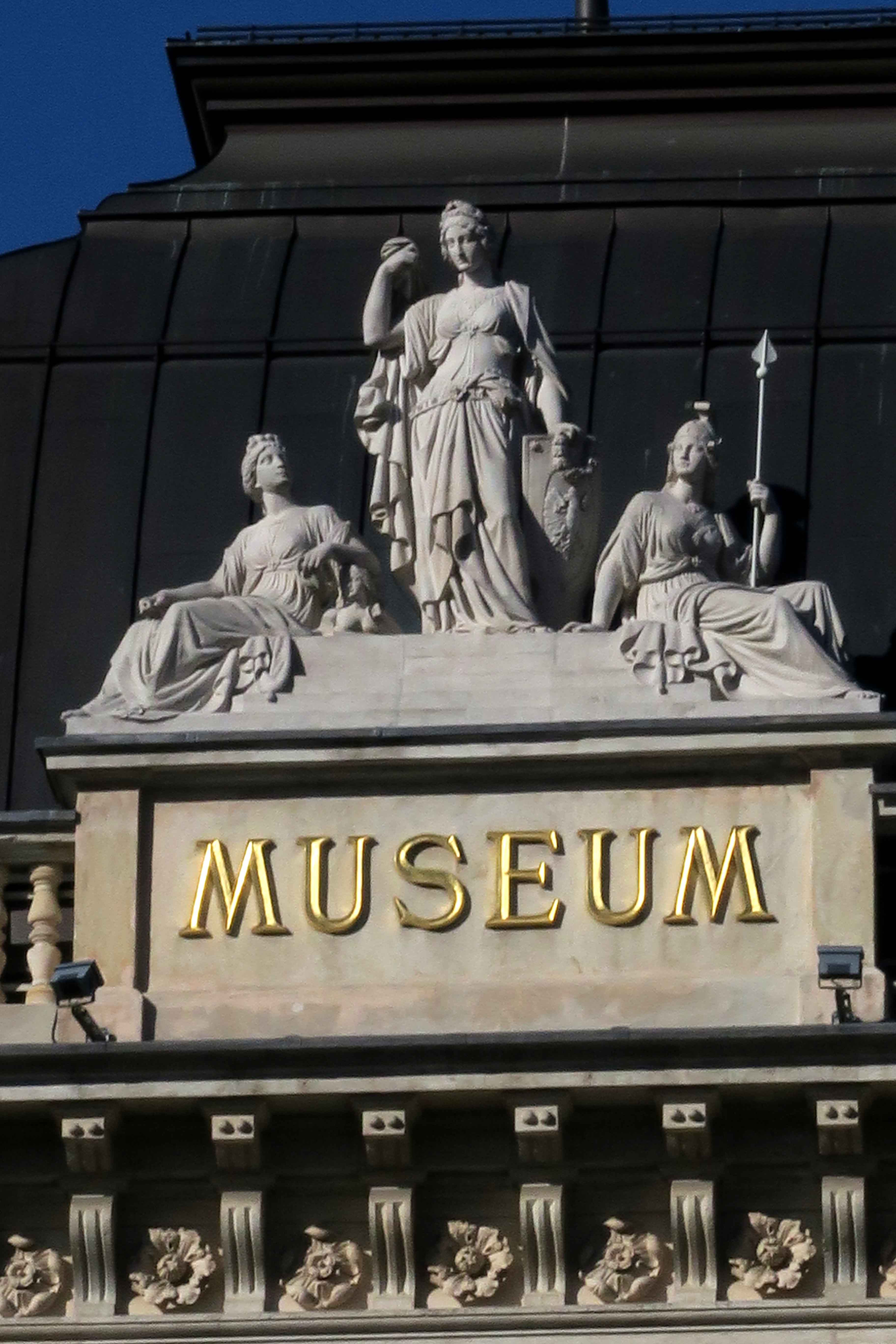
Statue der Tyrolia auf dem Giebel des Ferdinandeums

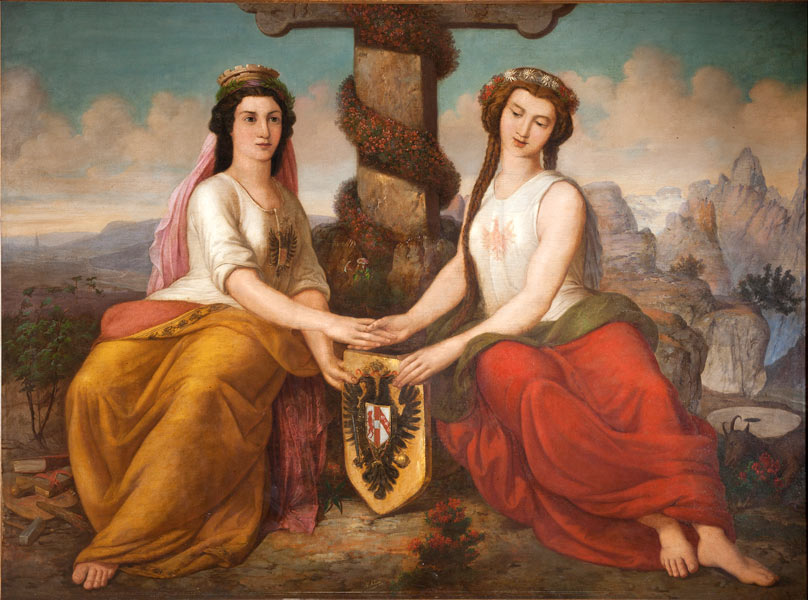
Austria und Tyrolia, Gemälde von Mathias Schmid, 1863

Das Tiroler Landesmuseum Ferdinandeum wurde 1823 als „vaterländisches Museum für Tirol“ gegründet. Das erste, ab 1825 ausgegebene Mitgliedsdiplom zeigte eine von Ferdinand Cosandier lithographierte Darstellung der Tyrolia mit Attributen (Helm, Brustharnisch, Lanze, Aigis und Eule), die sie auch als Athene identifizierbar machen. Die Fassade des 1842–1845 errichteten und 1882–1884 aufgestockten Museumsgebäudes wird von einer 3 Meter hohen Statue der Tyrolia bekrönt, gestützt auf einen Schild mit dem Tiroler Adler und flankiert von Minerva/Athene (als Göttin der Wissenschaft) zur Linken und der Allegorie der Künste zur Rechten. Die von Joseph Gasser von Valhorn entworfene und von Antonio Spagnoli ausgeführte Skulpturengruppe wurde 1889 aufgestellt.
Während sie oft in antikisierender Form dargestellt wurde, malte Mathias Schmid 1890 die Tyrolia als junge Frau in volkstümlicher Tracht mit erhobener Fahne. Schon 1863 schuf Schmid anlässlich des 500-Jahr-Jubiläums der Vereinigung Tirols mit Österreich das Gemälde Austria und Tyrolia für das „Deutsche Kaffeehaus“ in Innsbruck. Es zeigt zwei Frauengestalten, links Austria mit einer Krone und dem Doppeladler auf der Brust, rechts Tyrolia mit einem Kranz aus Edelweißblüten auf dem Kopf, die sich über dem Schild mit dem habsburgischen Doppeladler die Hände reichen.